# Oberea elegantula
Oberea elegantula là một loài bọ cánh cứng trong họ Cerambycidae.